# Enhåndsfløjte og tromme
Enhåndsfløjte og tromme er et traditionelt musikinstrumentpar, som især var populært i middelalderen og tiden derefter. Fløjten er konstrueret med et mundstykke lignende den, der er brugt til blokfløjten.